# Girafe (récipient)
Pour les articles homonymes, voir Girafe (homonymie).

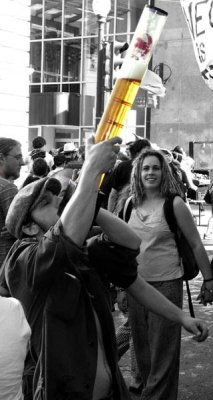
Une girafe de bière, ici un récipient d'un litre, bue directement au robinet.

Une girafe est un récipient utilisé principalement pour le service de la bière.
La girafe est composée d'un cylindre transparent d'une contenance typique de 2,5 litres. Il est monté sur un présentoir muni d'un ou plusieurs robinets, afin d'assurer la distribution du contenu. La forme du cylindre, nettement plus long qu'il est large, donne son nom au récipient, par analogie avec l'animal girafe.